# 評議會
学术评议会又稱評議會，是一些大學和學院的管理机构，通常是這些學校的最高学术权威。在美国，評議會的成員來自大学内各个单位的教职员工。在大多数情况下，人力资源或其他大学支持部門在評議會没有代表，因为它们不是学术部門。